# Władysław Miegoń
Władysław Miegoń (ur. 30 września 1892 w Samborcu, zm. 15 października 1942 w Dachau) – polski duchowny rzymskokatolicki, błogosławiony Kościoła katolickiego, starszy kapelan Wojska Polskiego, kapelan Floty i administrator parafii w Gdyni Oksywiu, uczestnik wojny polsko-bolszewickiej i kampanii wrześniowej, kawaler Orderu Virtuti Militari. Patron Wojska Polskiego.

## Życiorys

### Młodość
Władysław Miegoń urodził się 30 września 1892 w niewielkiej wsi Samborzec, 9 kilometrów od Sandomierza, w średnio zamożnej rodzinie chłopskiej jako najstarszy z ośmiorga dzieci Stanisława Miegonia (ur. 1866 w Nawodzicach) i Marianny z domu Rewera (ur. 1871). Ojciec Władysława, obok gospodarstwa rolnego, prowadził również warsztat kołodziejski, co pozwoliło mu zapewnić środki na edukację dzieci. Wujem Władysława był bł. ks. Antoni Rewera.
W 1902 Władysław rozpoczął naukę w Męskim Progimnazjum w Sandomierzu. Po uzyskaniu w 1908 świadectwa dojrzałości wstąpił do Seminarium Duchownego. Dał się poznać nie tylko jako dobrze zapowiadający się kapłan, ale też gorący patriota i świetny organizator działalności kulturalno-oświatowej. 2 lutego 1915 otrzymał święcenia kapłańskie, a następnie rozpoczął posługę duszpasterską na ziemi sandomierskiej. W 1915 pracował jako wikariusz w parafii Bodzentyn, a w 1916 rozpoczął roczną pracę w parafii Głowaczów. Później został przeniesiony do Iłży.

### Dwudziestolecie międzywojenne
28 listopada 1918 Miegoń poprosił władze kościelne o zgodę na skierowanie go do duszpasterstwa wojskowego. Biskup sandomierski Marian Józef Ryx nie wyraził jednak na to zgody. Dopiero ponowienie prośby dało efekt w postaci pozwolenia. Władysław otrzymał przydział do Marynarki Wojennej i stopień kapelana (odpowiednik kapitana marynarki). Początkowo, gdy polskie siły morskie tak naprawdę jeszcze nie istniały, pełnił służbę w tworzącym się 1. Batalionie Morskim w Modlinie, później w Aleksandrowie Kujawskim. Stał się głównym organizatorem i wykładowcą kursów uzupełniających wiedzę z zakresu języka polskiego, matematyki, historii, geografii, wychowania patriotycznego.
10 lutego 1920 Miegoń brał udział w słynnych zaślubinach Polski z morzem w Pucku. W kwietniu został kapelanem i oficerem oświatowym Komendy Portu Wojennego Puck, a w lipcu mianowany został kapelanem Pułku Morskiego. Uczestniczył w walkach batalionu morskiego podczas wojny polsko-bolszewickiej. W czasie walk frontowych dźwigał i opatrywał rannych. 9 sierpnia 1920 został ranny pod Makowem Mazowieckim. Marszałek Józef Piłsudski osobiście odznaczył go za męstwo okazane na polu walki Krzyżem Srebrnym Orderu Virtuti Militari oraz Krzyżem Walecznych. Pod koniec roku Miegoń powrócił na stanowisko kapelana Komendy Portu Wojennego Puck.
29 maja 1921 osobiście odprawiał mszę polową w związku z rozpoczęciem budowy portu w Gdyni. Później poświęcał nowe okręty floty Rzeczypospolitej (m.in. ORP „Pomorzanin”). Od 1924 Miegoń pełnił funkcję kapelana komendy portu wojennego Gdynia, gdzie przeniesiono dowództwo floty Marynarki Wojennej. Został również proboszczem parafii Najświętszej Marii Panny Królowej Polski w Gdyni. Wtedy też rozpoczął pracę nad składem i repertuarem powstającego przy komendzie teatru amatorskiego. Z czasem nie było gdyńskich uroczystości bez udziału tego zespołu, a także bez powołanego przez Władysława zespołu instrumentalno-wokalnego. W 1928 Miegoń przerwał pracę duszpasterską w środowisku marynarskim. Wyjechał, aby odbyć studia z zakresu prawa kanonicznego na Katolickim Uniwersytecie Lubelskim w Lublinie. Istnieją także przesłanki, że przeniesienie miało związek z publiczną krytyką zamachu majowego, którą miał wygłosić.

Do 1932 Miegoń był kierownikiem Rejonu Duszpasterstwa w Lublinie. 16 stycznia 1934 zastąpił ks. kapelana Jerzego Szackiego na stanowisku administratora parafii wojskowej w Gdyni. W ramach swoich obowiązków święcił bandery okrętowe, odprawiał nabożeństwa na pokładach statków, odbywał z marynarzami podróże w rejsach szkoleniowych. Stworzył również bibliotekę na Oksywiu. Mimo eksponowanego stanowiska nigdy nie okazywał wyższości. Wyrazem tego były humorystyczne wręcz sceny rozgrywające się na ulicach przy spotkaniach z marynarzami, których zwykle pierwszy pozdrawiał. Peszyło to niższych stopniem marynarzy. 4 lutego 1934 został mianowany starszym kapelanem ze starszeństwem z 1 stycznia 1934 i 4. lokatą w duchowieństwie wojskowym wyznania rzymskokatolickiego. 
W 1936 brał udział w uroczystościach pogrzebowych gen. dyw. Gustawa Orlicz-Dreszera. Mediował wówczas z proboszczem parafii na Oksywiu, który nie chciał dopuścić do odprawienia w jego kościele mszy świętej żałobnej w intencji „rozwodnika i innowiercy”.
W 1938 Miegoń zainicjował budowę kościoła garnizonowego na Oksywiu. W 1939 stanowisko administratora parafii wojskowej w Gdyni łączył z funkcją kapelana Floty.

### II wojna światowa i śmierć
Podczas kampanii wrześniowej uczestniczył w walkach Lądowej Obrony Wybrzeża. Pełnił służbę kapelana, spędzając długie godziny w Szpitalu Morskim w Babich Dołach. 19 września dostał się do niewoli niemieckiej. Niemcy, zgodnie z konwencjami genewskimi, postanowili jednak zwolnić kapelana Miegonia. Otrzymał dokumenty gwarantujące mu nietykalność, odrzucił je jednak, aby pozostać z żołnierzami, którzy potrzebowali jego posługi. Miał powiedzieć: „Pragnę znosić ciężar niewoli wraz z żołnierzami!”. 2 października na pokładzie statku MS „Wilhelm Gustloff „został przewieziony z Gdyni do Flensburga. Przebywał w Stalagu IX C Rothenburg. Stamtąd, za zorganizowanie w oflagu uroczystości patriotycznych z okazji 11 listopada, został przewieziony do obozu koncentracyjnego w Buchenwaldzie. Niemcy przestali już wtedy respektować konwencje genewskie – jako oficer miał prawo przebywania w obozie jenieckim, jednak z uwagi na to, że był kapłanem, odmówiono mu tego prawa. Od 8 lipca 1942 był więźniem numer 21 223 obozu koncentracyjnego Dachau. Tam zginął zamęczony. Ciało spalono w krematorium.
13 czerwca 1999 papież Jan Paweł II beatyfikował ks. Władysława Miegonia w grupie 108 błogosławionych męczenników.

## Ordery i odznaczenia
- Krzyż Srebrny Orderu Wojskowego Virtuti Militari nr 4023 (5 czerwca 1921)[17][16][18]
- Krzyż Walecznych[19] (3 września 1920)
- Złoty Krzyż Zasługi[19]
- Medal Pamiątkowy za Wojnę 1918–1921
- Medal Dziesięciolecia Odzyskanej Niepodległości

## Patron
- Parafia Wojskowa pw. bł. ks. kmdr. Władysława Miegonia w Świnoujściu
- Parafia Rzymsko-Katolicka pw. bł. ks. kmdr. Władysława Miegonia w Chełmie
- Gimnazjum im. bł. ks. kmdr. Władysława Miegonia w Strzebielinie Morskim
- Szkoła Podstawowa nr 52 im. bł. ks. kmdr. Władysława Miegonia w Gdyni
- Centrum Charytatywno-Społeczne im. bł. ks. kmdr. Władysława Miegonia w Ustce
- Stowarzyszenie im. bł. ks. kmdr. Władysława Miegonia „PRO MARE ET FIDE” w Gdyni